# Highland Cottage

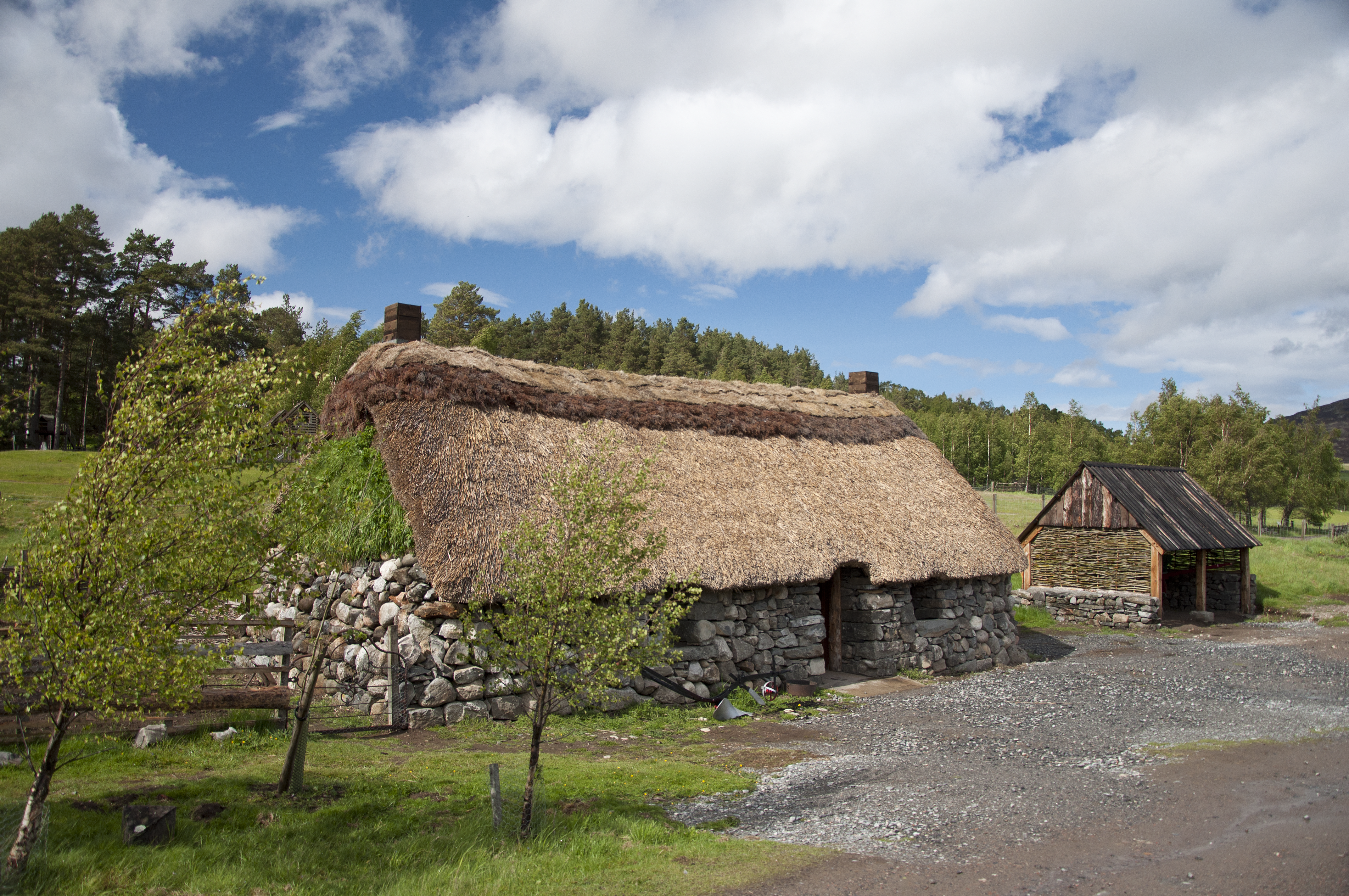
Highland Cottage

De Highland Cottage (Nederlands: hutje in de Hooglanden) in het Highland Folk Museum te Newtonmore, Schotland, is een reconstructie van een plattelandswoning. Men baseerde zich bij de bouw op een foto uit 1890 van een woning in Grantown-on-Spey. Deze woning is een tussenvorm uit de periode toen men huizen uit turf bouwde in de 18e eeuw en de woningen uit steen en kalkmortel die in zwang kamen aan het begin van de 19e eeuw.
Het interieur toont een inrichting zoals die er was rond 1890. Er is een woonkamer met een kastbed, een provisiekast en een aparte beste kamer. Het dak bestaat uit balken die bedekt zijn met turf en heideriet. De vloer is gemaakt van plavuizen uit zandsteen terwijl de beste kamer een houten vloer heeft. Naast de woning staat een schuurtje voor het bergen van landbouwwerktuigen.

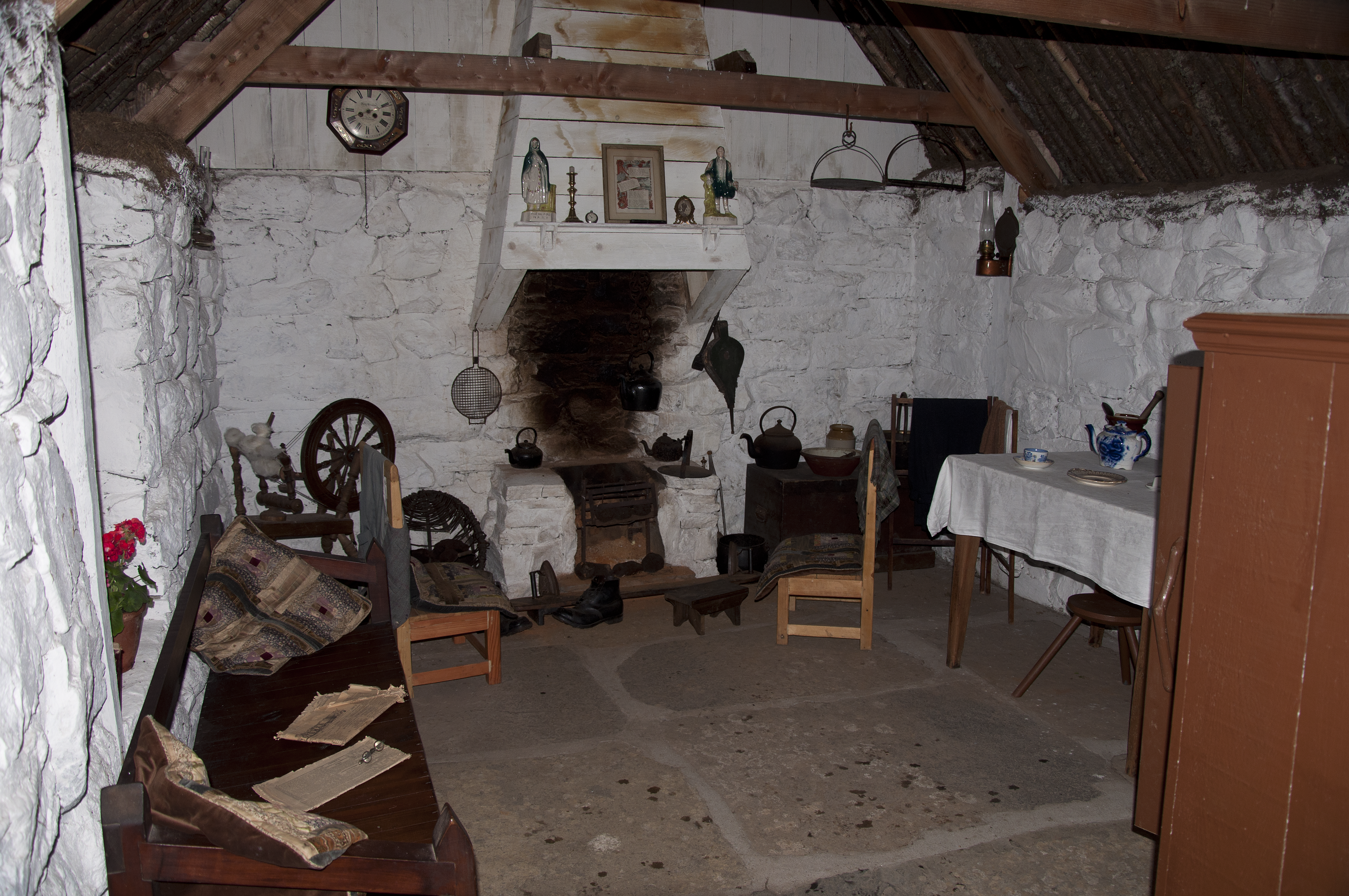
De woonkamer
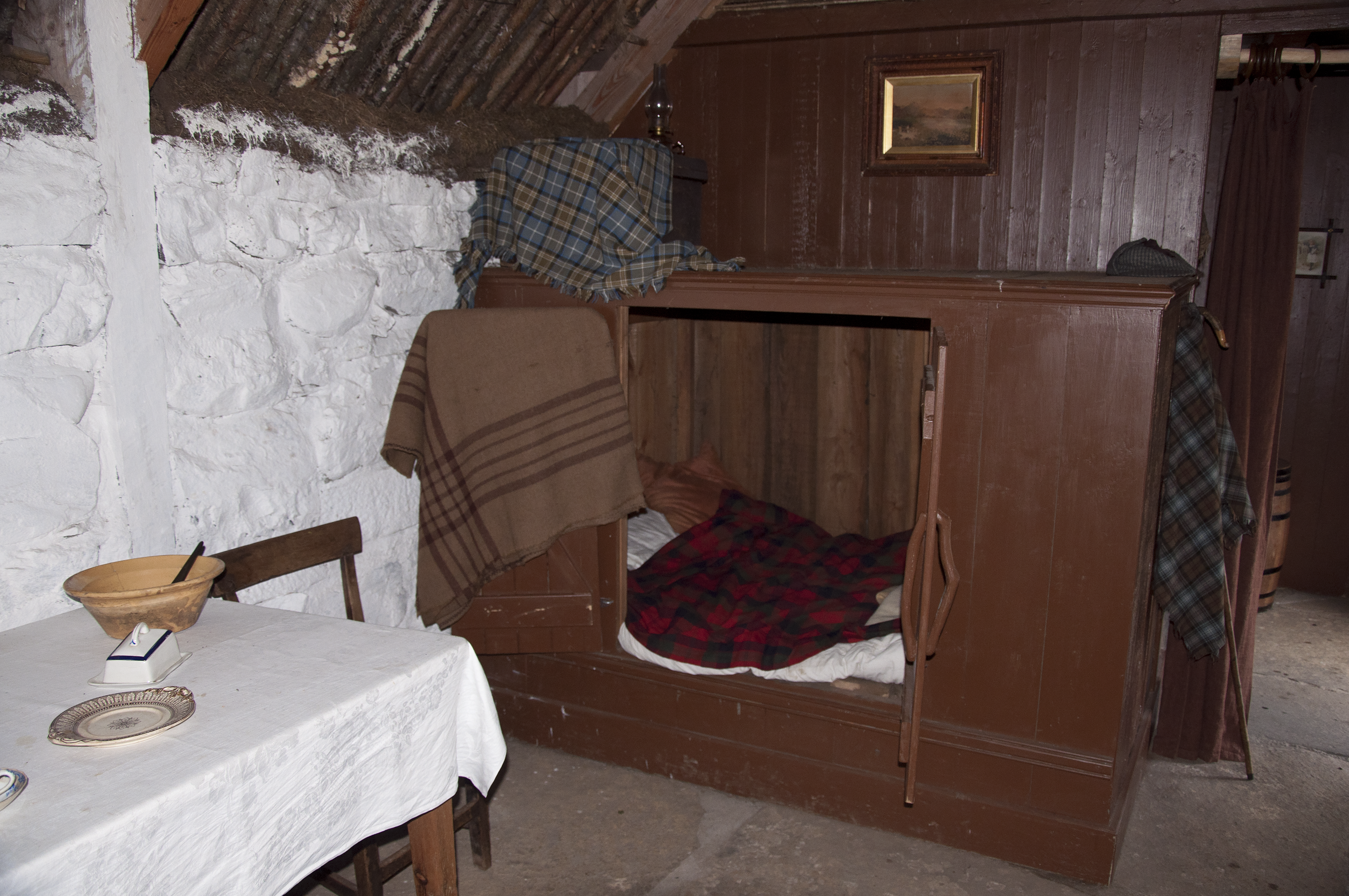
Het kastbed in de woonkamer
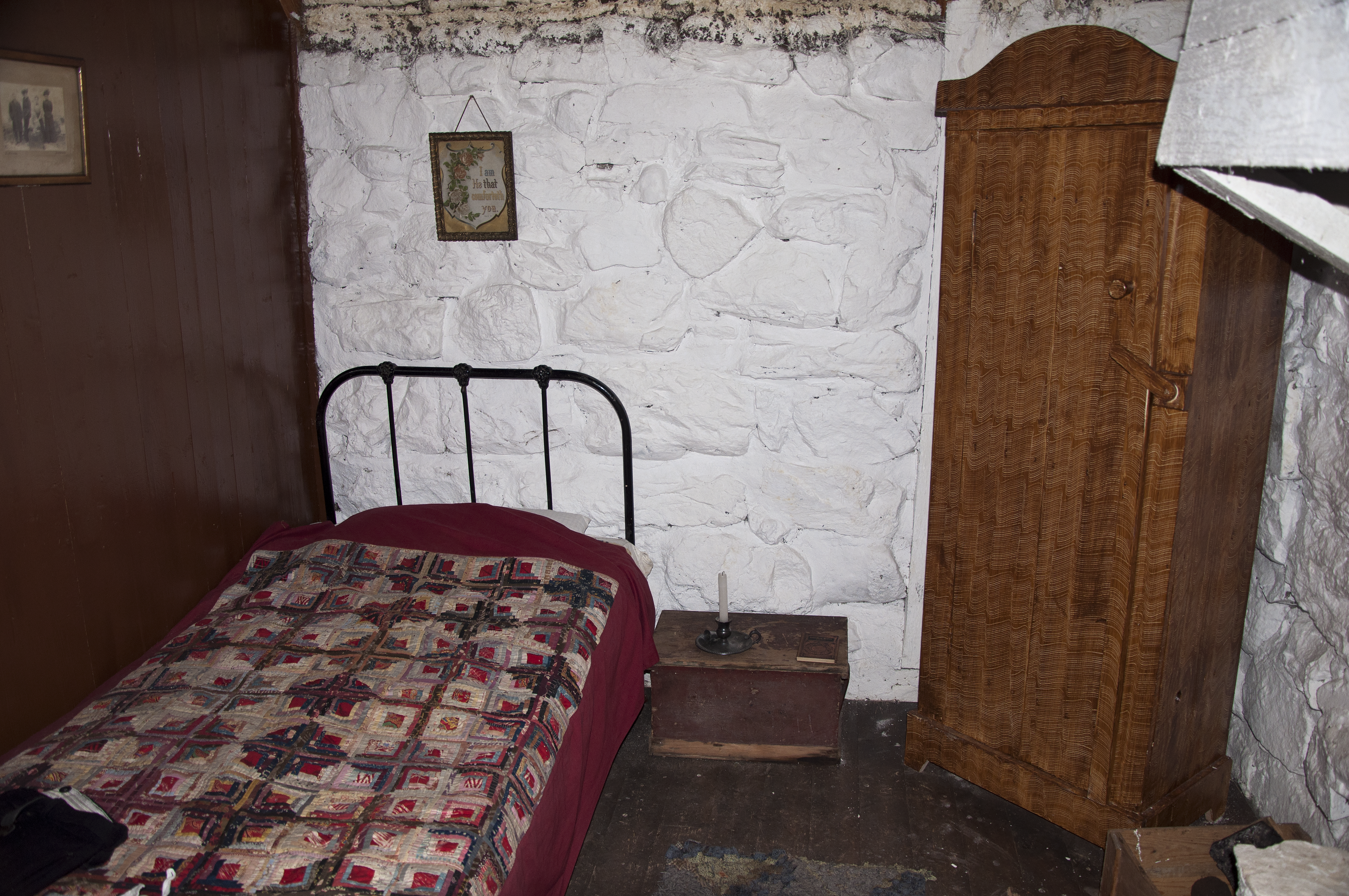
De beste kamer met een houten vloer